# Mer i Ser
Mer i Ser és el nom de dues muntanyes bessones del Panjab prop de la frontera amb el Caixmir, que pertanyen a la falda de l'Himàlaia. Sobresurten sobre les muntanyes properes i les dues són semblants amb forma cònica, mentre que una és blanca i l'altra és fosca.